# Gornji Bunibrod
Gornji Bunibrod (em cirílico: Горњи Буниброд) é uma vila da Sérvia localizada no município de Leskovac, pertencente ao distrito de Jablanica, na região de Jablanica. A sua população era de 705 habitantes segundo o censo de 2011.

## Demografia
| 1948 | 1953 | 1961 | 1971 | 1981 | 1991 | 2002 | 2011 |
| ---- | ---- | ---- | ---- | ---- | ---- | ---- | ---- |
| 790  | 858  | 814  | 778  | 796  | 738  | 762  | 705  |